# Филлис Коутс
Фи́ллис Ко́утс (англ. Phyllis Coates; 15 января 1927, Уичито-Фолс, Техас — 11 октября 2023, Вудленд-Хиллз, Калифорния) — американская актриса кино и телевидения, наиболее известная по её роли репортёра Лоис Лейн в фильме 1951 года «Супермен и люди-кроты» и в первом сезоне телесериала «Приключения Супермена».

## Биография
Джипси Энн Эвартс Стелл (настоящее имя актрисы) родилась 15 января 1927 года в городе Уичито-Фолс (штат Техас, США). Будучи подростком, переехала с семьёй в город Одесса (Техас), где окончила старшую школу. После уехала в Лос-Анджелес (штат Калифорния), где отучилась в колледже. С 1943 года играла в театрах, в 1946 году в составе Объединённых организаций обслуживания гастролировала с постановкой «Всё идёт своим чередом».
С 1948 года начала сниматься в кино и на телевидении. Активно снималась до 1966 года, появившись за это время примерно в 135 кинофильмах, кино- и телесериалах. После этого появлялась на экранах очень редко и с большими перерывами.

### Лоис Лейн

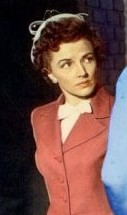
Филлис Коутс в роли Лоис Лейн в фильме «Супермен и люди-кроты» (1951)

Коутс сыграла Лоис Лейн в первом сезоне телесериала «Приключения Супермена». Ноэль Нилл, сыгравшая Лоис Лейн в киносериале 1948 года «Супермен» и в фильме 1950 года «Атомный Человек против Супермена», заменила Коутс, которая была недоступна для второго сезона. После смерти Нилл 3 июля 2016 года, Коутс была последним живым членом постоянного актёрского состава телесериала о Супермене 1952 года, до своей смерти 11 октября 2023 года.

### Личная жизнь
Коутс была замужем четыре раза.
- 2 апреля 1948 года вышла замуж за режиссёра, сценариста и продюсера Ричарда Л. Бэйра[англ.][11], 11 января 1949 года последовал развод[12], детей от брака не было.
- 23 января 1950 года вышла замуж за джазового пианиста Роберта Нелмса, 1 октября 1953 года последовал развод, от брака осталась дочь (род. ок. 1950).
- 27 августа 1955 года вышла замуж за режиссёра, продюсера и сценариста Нормана Токара[англ.], 2 мая 1960 года последовал развод, от брака остался сын Дэвид (род. 1956).
- 3 октября 1962 года вышла замуж за доктора Говарда Пресса, в 1986 году последовал развод, от брака осталась дочь Лора (род. 1963).

Коутс умерла естественной смертью 11 октября 2023 года, в округе Вудленд-Хиллз, штат Калифорния. Ей было 96.

## Избранная фильмография

### Широкий экран
В титрах указана
- 1950 — Любители блюза[англ.] / Blues Busters — Салли Долан
- 1951 — Супермен и люди-кроты / Superman and the Mole Men — Лоис Лейн
- 1952 — Засада в каньоне[англ.] / Canyon Ambush — Мэриан Гейлорд
- 1952 — Плоская вершина[англ.] / Flat Top — Дороти Колье
- 1952 — Вторжение в США[англ.] / Invasion, U.S.A. — миссис Малфори
- 1953 — Барабаны джунглей Африки[англ.] / Jungle Drums of Africa — Кэрол Брайант
- 1953 — Опасности джунглей[англ.] / Perils of the Jungle — Джо Картер
- 1954 — Стрелки Северо-Запада[англ.] / Gunfighters of the Northwest — Рита Карвиль
- 1955 — Девушка-пантера из Конго[англ.] / Panther Girl of the Kongo — Джин Эванс, девушка-пантера
- 1956 — Девочки в тюрьме[англ.] / Girls in Prison — Дороти
- 1957 — Я был молодым Франкенштейном[англ.] / I Was a Teenage Frankenstein — Маргарет
- 1958 — Кровавая Стрела[англ.] / Blood Arrow — Бесс Джонсон
- 1958 — Империя скотоводов[англ.] / Cattle Empire — Дженис Хэмилтон
- 1959 — Окаменевший мир[англ.] / The Incredible Petrified World — Дейл Маршалл
- 1970 — Производительница детей[англ.] / The Baby Maker — мать Тиши Грей

В титрах не указана
- 1948 — Умные девушки не болтают[англ.] / Smart Girls Don't Talk — разносчица сигарет[англ.]
- 1949 — Поцелуй в темноте[англ.] / A Kiss in the Dark — миссис Хейл
- 1949 — Сумей сквозь тучи солнце разглядеть[англ.] / Look for the Silver Lining — Рози
- 1949 — Дом через дорогу[англ.] / The House Across the Street — эффектная девушка
- 1949 — Моё глупое сердце[англ.] / My Foolish Heart — студентка колледжа, разговаривающая по телефону
- 1951 — Валентино[англ.] / Valentino — клерк по кастингу киностудии Universal Pictures
- 1953 — Она вернулась на Бродвей[англ.] / She's Back on Broadway — блондинка
- 1953 — А вот и девочки идут[англ.] / Here Come the Girls — хористка
- 1957 — Секреты Чикаго / Chicago Confidential — Хелен Фримонт

### Телевидение
- 1950—1951 — Сиско Кид[англ.] / The Cisco Kid — разные роли (в 4 эпизодах[англ.])
- 1952 — Горный всадник[англ.] / The Range Rider — разные роли (в 2 эпизодах)
- 1952—1953 — Приключения Супермена[англ.] / Adventures of Superman — Лоис Лейн (в 24 эпизодах[англ.])
- 1952—1954, 1959, 1963—1964 — Дни в Долине Смерти / Death Valley Days — разные роли (в 7 эпизодах)
- 1953 — Шоу Эбботта и Костелло[англ.] / The Abbott and Costello Show — Милли Монтроуз (в эпизоде Cheapskates)
- 1953, 1955 — Одинокий рейнджер[англ.] / The Lone Ranger — разные роли (в 3 эпизодах[англ.])
- 1954 — Приключения Кита Карсона[англ.] / The Adventures of Kit Carson — Джейн Сандерс (в 2 эпизодах)
- 1954, 1958 — Театр General Electric[англ.] / General Electric Theater — Хитер (в 3 эпизодах)
- 1955 — Топпер[англ.] / Topper — королева (в эпизоде King Cosmo the First)
- 1955 — Кавалькада Америки[англ.] / Cavalcade of America — Барбара Леланд (в эпизоде The Gift of Dr. Minot)
- 1955 — Миллионер[англ.] / The Millionaire — Элис Сэндс (в эпизоде The Jack Martin Story)
- 1955 — Вилли[англ.] / Willy — Бетти Эстрада (в эпизоде Willy and El Flamenco)
- 1955 — Театр научной фантастики[англ.] / Science Fiction Theatre — Карен Шелдон (в эпизоде Barrier of Silence)
- 1955 — Лесси / Lassie — мисс Вернон (в эпизоде The School[англ.])
- 1956 — Военно-морской журнал[англ.] / Navy Log — Мардж (в эпизоде Web Feet)
- 1956 — Театр «Четыре звезды»[англ.] / Four Star Playhouse — Марша (в эпизоде Once to Every Woman)
- 1956 — Диснейленд[англ.] / Disneyland — миссис Мартин (в эпизоде Along the Oregon Trail)
- 1957 — Проделки Бивера[англ.] / Leave It to Beaver — Бетти Дональдсон (в эпизоде New Neighbors[англ.])
- 1958 — Ричард Даймонд, частный детектив[англ.] / Richard Diamond, Private Detective — Моника Фриборн (в эпизоде Another Man's Poison)
- 1958, 1961 — Истории Уэллса Фарго[англ.] / Tales of Wells Fargo — разные роли (в 2 эпизодах[англ.])
- 1958, 1961, 1964 — Перри Мейсон / Perry Mason — разные роли (в 3 эпизодах)
- 1958, 1962, 1964 — Дымок из ствола / Gunsmoke — разные роли (в 3 эпизодах[англ.])
- 1959 — Театр «Уэстингхаус Десилу»[англ.] / Westinghouse Desilu Playhouse — красавица (в эпизоде Trial at Devil's Canyon)
- 1959 — Чёрное Седло[англ.] / Black Saddle — Мэгги (в эпизоде Client: Dawes)
- 1959, 1961 — Сыромятная плеть / Rawhide — разные роли (в 2 эпизодах[англ.])
- 1959—1960, 1962 — Неприкасаемые[англ.] / The Untouchables — разные роли (в 3 эпизодах[англ.])
- 1960 — Гавайский детектив[англ.] / Hawaiian Eye — Лора Селдон (в эпизоде With This Ring)
- 1963—1964 — Шоу Пэтти Дьюк[англ.] / The Patty Duke Show — секретарша (в 2 эпизодах[англ.])
- 1964 — Вирджинец[англ.] / The Virginian — миссис Марден (в эпизоде Smile of a Dragon[англ.])
- 1991 — Звонящий в полночь / Midnight Caller — Мередит Гейнор (в эпизоде The Added Starter[англ.])
- 1994 — Лоис и Кларк: Новые приключения Супермена / Lois & Clark: The New Adventures of Superman — Эллен Лейн, мать Лоис Лейн (в эпизоде The House of Luthor[англ.])
- 1994 — Доктор Куин, женщина-врач / Dr. Quinn, Medicine Woman — миссис Говард (в 2 эпизодах[англ.])